# Amon-Ra

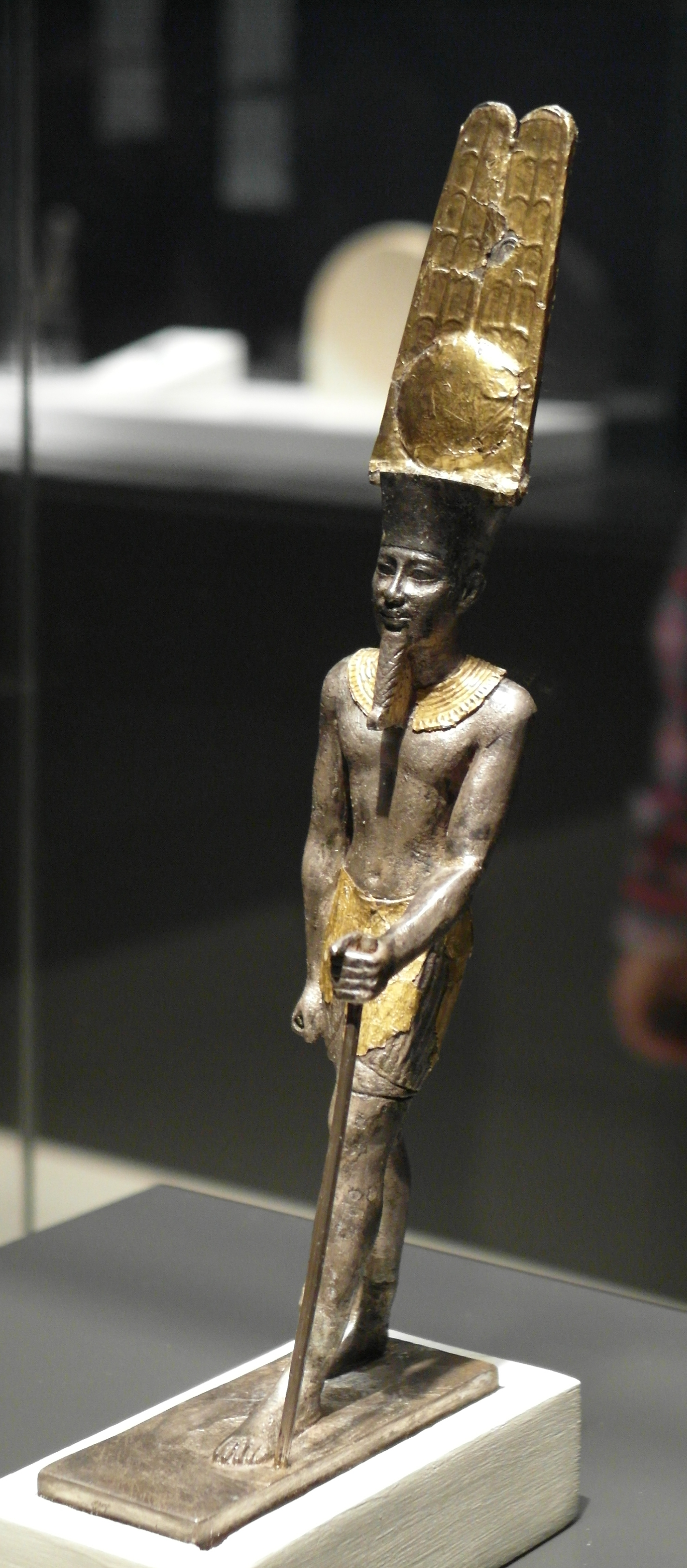

Amon-Ra è una divinità egizia appartenente alla religione dell'antico Egitto, nata dalla fusione del dio Ra di Eliopoli con la principale divinità tebana, Amon. 
Si tratta della divinità più importante nella mitologia egizia, essendo il re di tutti gli dei del pantheon egizio. I faraoni erano considerati suoi figli.
Com'era fatto?
Aveva la testa di falco e il disco del Sole avvolti da una cobra.

## Storia
Da quanto risulta dai testi che possediamo, la fusione, detta sincretismo, fu un accordo tra i due collegi sacerdotali per far in modo che la nuova divinità fosse riconosciuta come re di tutti gli dei del pantheon egizio.
La nascita di Amon-Ra può essere posta durante la fase storica detta "Secondo periodo intermedio", che comprende la travagliata vicenda della dominazione hyksos.
Il dio era, a Tebe, sposo di Mut e padre di Khonsu mentre a Eliopoli era sposo di Hathor e padre di Harmakis. Nella città di Tebe ad Amon-Ra fu dedicato il più imponente tempio dell'antico Egitto, il Grande tempio di Amon.
Nella fase tarda della storia egizia, quando la carica di primo sacerdote di Amon divenne, di fatto, il titolo di colui che governava buona parte dell'Egitto, Amon-Ra assurse al rango di demiurgo universale, creatore di tutto.